# Relations entre la Bulgarie et le Canada
Les relations entre la Bulgarie et le Canada font référence aux relations entre la Bulgarie et le Canada.

## Vue d'ensemble
L'ambassadeur du Canada à Bucarest est accrédité en Bulgarie, tandis qu'un consulat honoraire à Sofia aide les intérêts canadiens en Bulgarie. La Bulgarie a une ambassade à Ottawa et un consulat général à Toronto. Ignat Kaneff, homme d'affaires canadien, magnat de la construction et philanthrope né en Bulgarie, est le consul honoraire de la Bulgarie au Canada.
Le Canada et la Bulgarie entretiennent de très bonnes relations bilatérales, mises en évidence par le partage de leur appartenance à la Francophonie. Il y a un commerce et des investissements croissants, une coopération militaire et en matière de sécurité efficace et des relations académiques et culturelles grandissantes entre les deux pays.
Le consul honoraire du Canada à Sofia joue un rôle actif dans la promotion des relations politiques, commerciales et culturelles entre le Canada et la Bulgarie. Son bureau offre un soutien consulaire aux citoyens canadiens ainsi que des services de délégués commerciaux et un soutien en Bulgarie.
Plus de 30 000 Canadiens d'origine bulgare vivent au Canada et ont apporté une contribution unique et précieuse au Canada. Environ 1 000 Canadiens vivent en permanence en Bulgarie et jusqu'à 15 000 ont visité la Bulgarie en 2011.

## Relations commerciales
La Bulgarie est l'un des plus importants partenaires commerciaux du Canada en Europe du Sud-Est. Ses échanges bilatéraux ont atteint 369,3 millions de dollars en 2012. Les entreprises canadiennes sont importantes pour l'industrie minière bulgare et s'intéressent au secteur pétrolier et gazier pour l'exploration à terre et à l'étranger. Les entreprises canadiennes offrent des débouchés aux entreprises canadiennes dans les domaines des télécommunications, des services aéroportuaires, de la production d'électricité et de l'agriculture. 

## Traités et accords bilatéraux
- Convention visant à éviter les doubles impositions, signée le 3 mars 1999[5].